# Nuno Alexandre Alves de Sousa
Nuno Alexandre Alves de Sousa (Tete, 1 de mayo de 1993) es un ex-futbolista mozambiqueño que jugaba en la demarcación de centrocampista.

## Selección nacional
Hizo su debut con la selección de fútbol de Mozambique en un partido de la Copa COSAFA 2017 contra Seychelles que finalizó con un resultado de 1-2 tras el gol de Roddy Melanie para Seychelles, y de Stélio Teca y João Simango para Mozambique.

## Clubes
| Club                                 | País       | Año       | Partidos | Goles |
| ------------------------------------ | ---------- | --------- | -------- | ----- |
| Chingale de Tete                     | Mozambique | 2013-2017 |          |       |
| UD Songo                             | Mozambique | 2018      | 0        | 0     |
| CD de Nacala (cedido)                | Mozambique | 2018      | 17       | 0     |
| Clube Ferroviário de Nacala (cedido) | Mozambique | 2019      | 4        | 0     |
| GDR Textáfrica                       | Mozambique | 2019-2021 | 20       | 3     |